# 比埃什河畔阿斯普尔
比埃什河畔阿斯普尔（法語：Aspres-sur-Buëch，發音：[aspʁ syʁ bɥɛʃ]），法国东南部市镇，属于普罗旺斯-阿尔卑斯-蔚蓝海岸大区上阿尔卑斯省，隶属于加普区，其市镇面积为42.65平方公里，2022年1月1日时人口数量为802人，在法国市镇中排名第11,655位。
比埃什河畔阿斯普尔位于上阿尔卑斯省西部，比埃什河右岸，两条公路和两条铁路线在此交汇。

## 地名来源
“阿斯普尔”一名来源于拉丁语单词“asper”，意为“坚硬的、冷漠的”，对应的现代法语和奥克语单词分别为“âpre”和“aspre”。

## 历史
比埃什河畔阿斯普尔的建城史尚不清楚，中世纪中期当地曾出现一处修道院。法国大革命后，比埃什河畔阿斯普尔成为上阿尔卑斯省的一个市镇。工业革命期间，两条铁路线在此交汇。第二次世界大战期间，比埃什河畔阿斯普尔境内曾建成一处难民营，当地在1944年的龙骑兵行动中得以解放。

## 地理

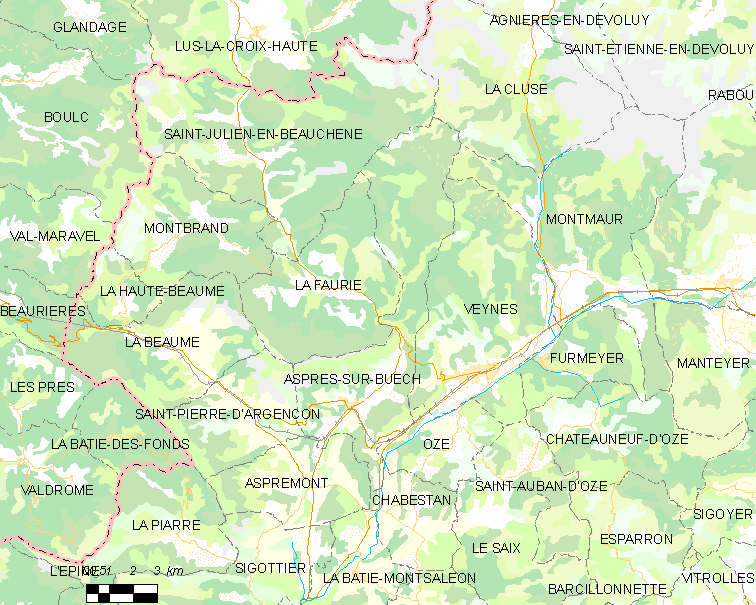
比埃什河畔阿斯普尔市镇范围地图

比埃什河畔阿斯普尔位于法国东南部，普罗旺斯-阿尔卑斯-蔚蓝海岸大区北部和上阿尔卑斯省西部，距离省会加普大约34公里。与比埃什河畔阿斯普尔接壤的市镇包括：阿斯普勒蒙、沙贝斯唐、拉福里、蒙莫尔、奥兹、圣于连昂博谢讷、圣皮埃尔达尔让松、韦讷。

### 地形
比埃什河畔阿斯普尔位于法国阿尔卑斯中南段的一个河谷之中。境内以山地和谷地为主，市镇中心位于一处相对开阔的河谷地带，全境海拔在727到2,063米之间。

### 水文
比埃什河自东北向西南流经境内，该河是迪朗斯河的右岸支流，属于罗讷河水系。

### 植被
比埃什河畔阿斯普尔属于温带阔叶混交林区，部分高海拔地区（>800米）有针叶林分布，林地广泛分布于河流附近以及北部山区。
在鲜花城市的评比中，比埃什河畔阿斯普尔被评为1星级鲜花城市。

### 气候
比埃什河畔阿斯普尔在柯本气候分类法中属于带有地中海特征的山地气候。

## 行政区划
比埃什河畔阿斯普尔是法国普罗旺斯-阿尔卑斯-蔚蓝海岸大区上阿尔卑斯省的一个市镇，编号为05010。比埃什河畔阿斯普尔隶属于加普区、上阿尔卑斯省第一选区以及塞尔县，同时也是比埃什-代沃吕市镇公共社区的组成部分。
法国国家统计与经济研究所（简称）在进行数据统计时，未将比埃什河畔阿斯普尔划入任何城市核心区（Unité urbaine）以及城市区（Aire urbaine）。自2020年起，比埃什河畔阿斯普尔被划入包含73个市镇的加普城市辐射区内。此外，还将比埃什河畔阿斯普尔市镇整体看作一个“块区”（IRIS），以便于统计人口分布情况。

## 交通

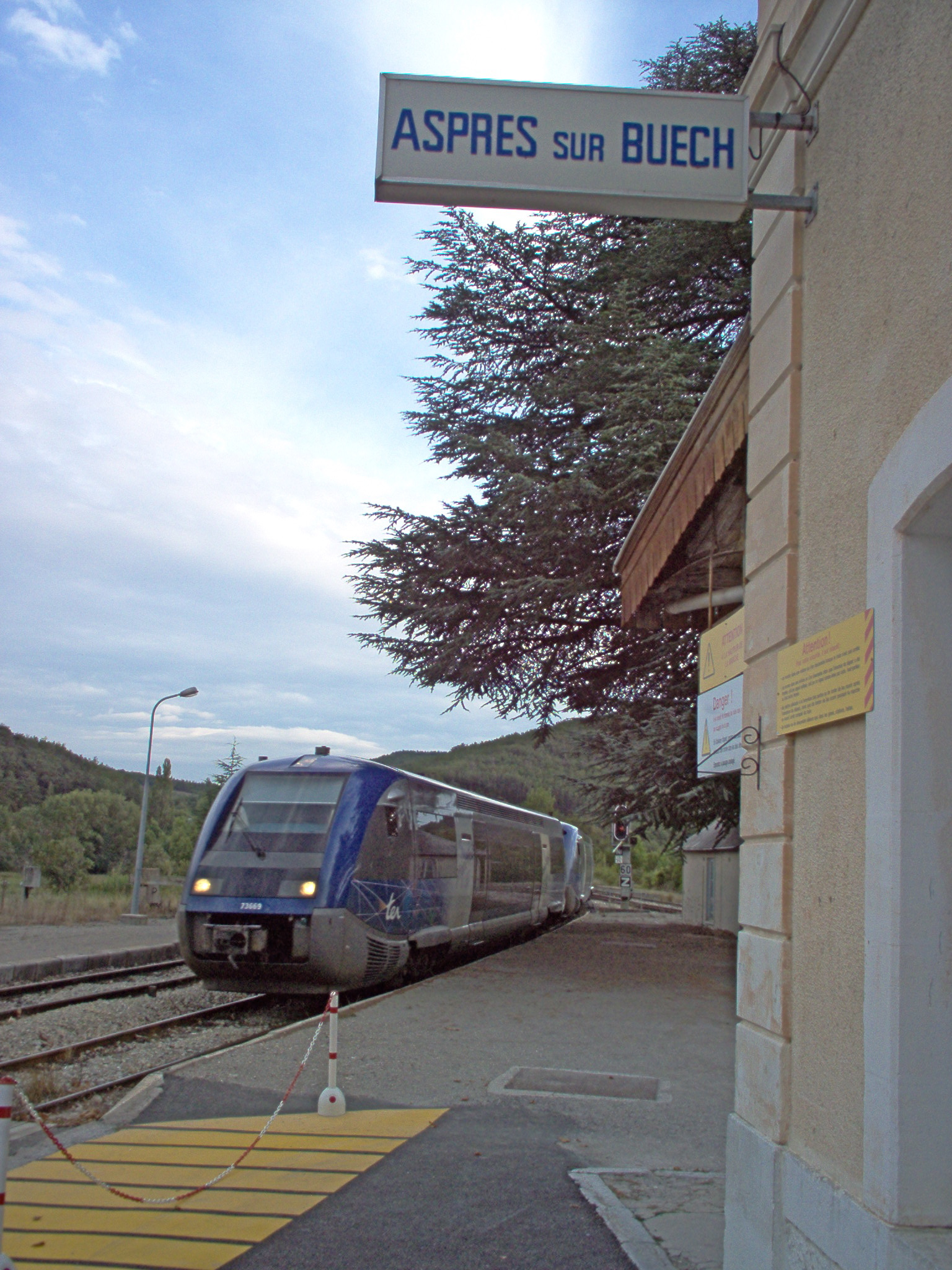
比埃什河畔阿斯普尔火车站站台

### 公路
上阿尔卑斯省省道D993线、D994A线和D1075线在比埃什河畔阿斯普尔镇中心交汇，普罗旺斯-阿尔卑斯-蔚蓝海岸大区下属的城际客运提供巴士线路，可前往周边部分市镇。
2018年，55.5%的比埃什河畔阿斯普尔家庭拥有至少一辆私人汽车。2019年，比埃什河畔阿斯普尔境内共发生各类交通事故2起，造成4人受伤。

### 铁路
比埃什河畔阿斯普尔位于里昂－马赛铁路和利夫龙－比埃什河畔阿斯普尔铁路的交汇处，是一个区域性的铁路枢纽。比埃什河畔阿斯普尔站位于市区东南部，是一个人字形的铁路车站，停靠往返于格勒诺布尔和加普一线的区域列车。

### 航空
距离比埃什河畔阿斯普尔最近的民用航空站为马赛普罗旺斯机场，距离比埃什河畔阿斯普尔市中心的公路里程约172公里。

### 城市公共交通
截至2021年11月，比埃什河畔阿斯普尔暂无城市公共交通系统。

## 政治

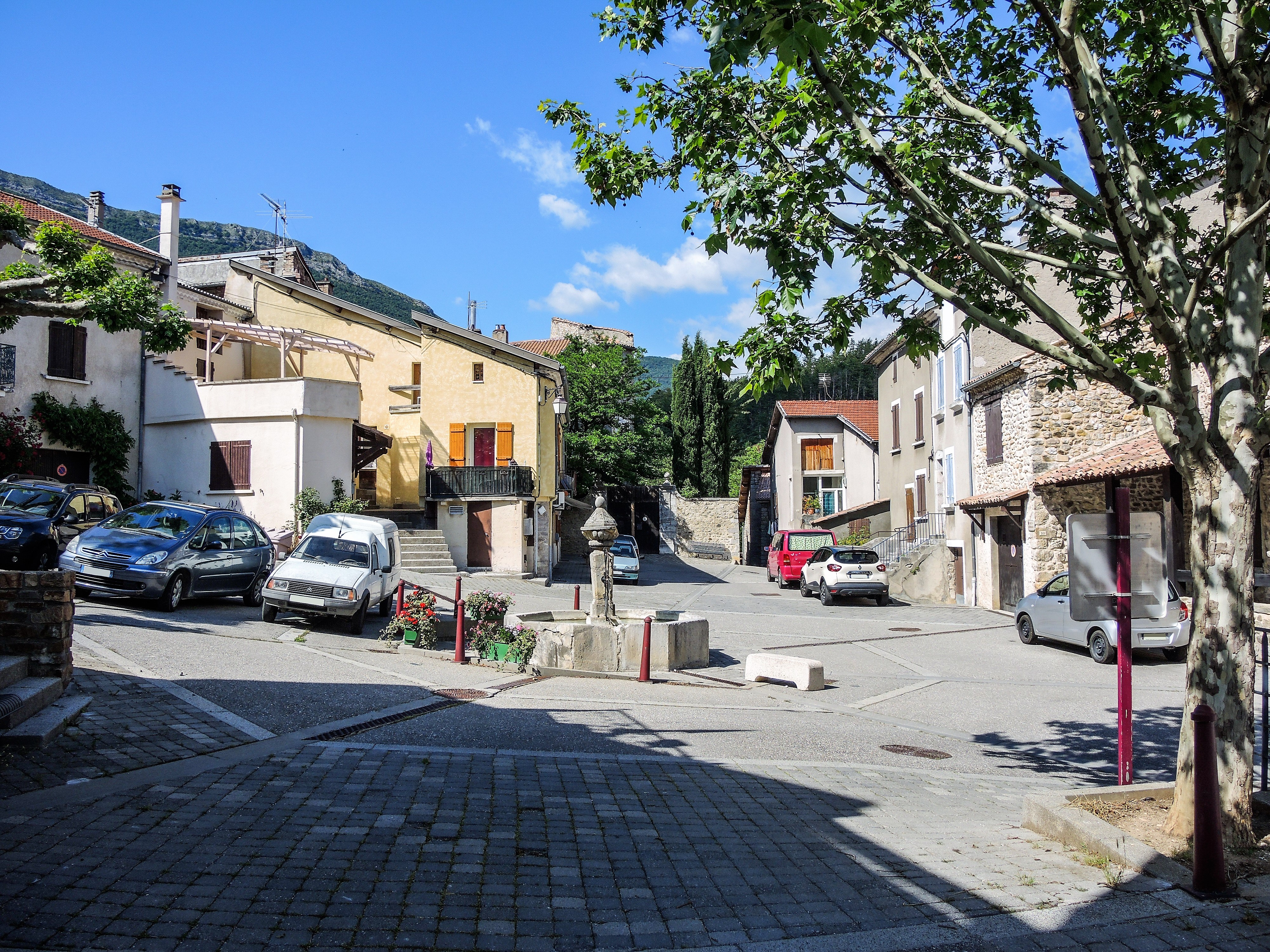
比埃什河畔阿斯普尔镇中心的中央广场

比埃什河畔阿斯普尔的现任市长为弗朗索瓦丝·皮内女士（Françoise Pinet），她是一名无党派人士，在2020年的市政选举中获得了100%的支持率（无其他候选人）。
在2017年的法国总统大选中，法国第25任总统埃马纽埃尔·马克龙在比埃什河畔阿斯普尔获得了51.84%的支持率。

## 人口
2018年，比埃什河畔阿斯普尔市镇人口数量为812，在法国排名第11,655位。其中男性402人，女性410人，75岁及以上人口占14.7%，外籍人口数量为147人，人口密度为19人/平方公里，当地居民被称为（男性）或（女性）。2019年，比埃什河畔阿斯普尔境内出生1人，死亡人口17人。
| 年份   | 1936 | 1946 | 1954 | 1962 | 1968 | 1975 | 1982 | 1990 | 1999 | 2004 | 2009 | 2014 | 2018 |
| ------ | ---- | ---- | ---- | ---- | ---- | ---- | ---- | ---- | ---- | ---- | ---- | ---- | ---- |
| 人口數 | 603  | 719  | 673  | 703  | 750  | 696  | 773  | 743  | 762  | 725  | 804  | 830  | 812  |

## 经济
截止2021年11月，比埃什河畔阿斯普尔共有各类用人单位（包含自雇）159家，平均历史为19年，均为中小型企业（PME）。（区域物流）是当地2020年营业额最高的企业，为2,532,998欧元。

## 财政收入
2019年，比埃什河畔阿斯普尔的财政收入总额为801,970欧元，财政支出总额为675,490欧元，当年的债务总额为274,800欧元。2021年，比埃什河畔阿斯普尔共获得275,418欧元的国家财政补助，比上一年增加了1.95%。
2019年，比埃什河畔阿斯普尔的家庭平均月收入总额为1,754欧元，低于法国平均水平（2,318欧元）。
2018年，比埃什河畔阿斯普尔境内的青壮年（15至64岁）失业率为11.0%，当地39.9%的家庭拥有纳税资格，平均纳税1,382欧元，低于法国平均水平（3,888欧元）。

## 社会事务

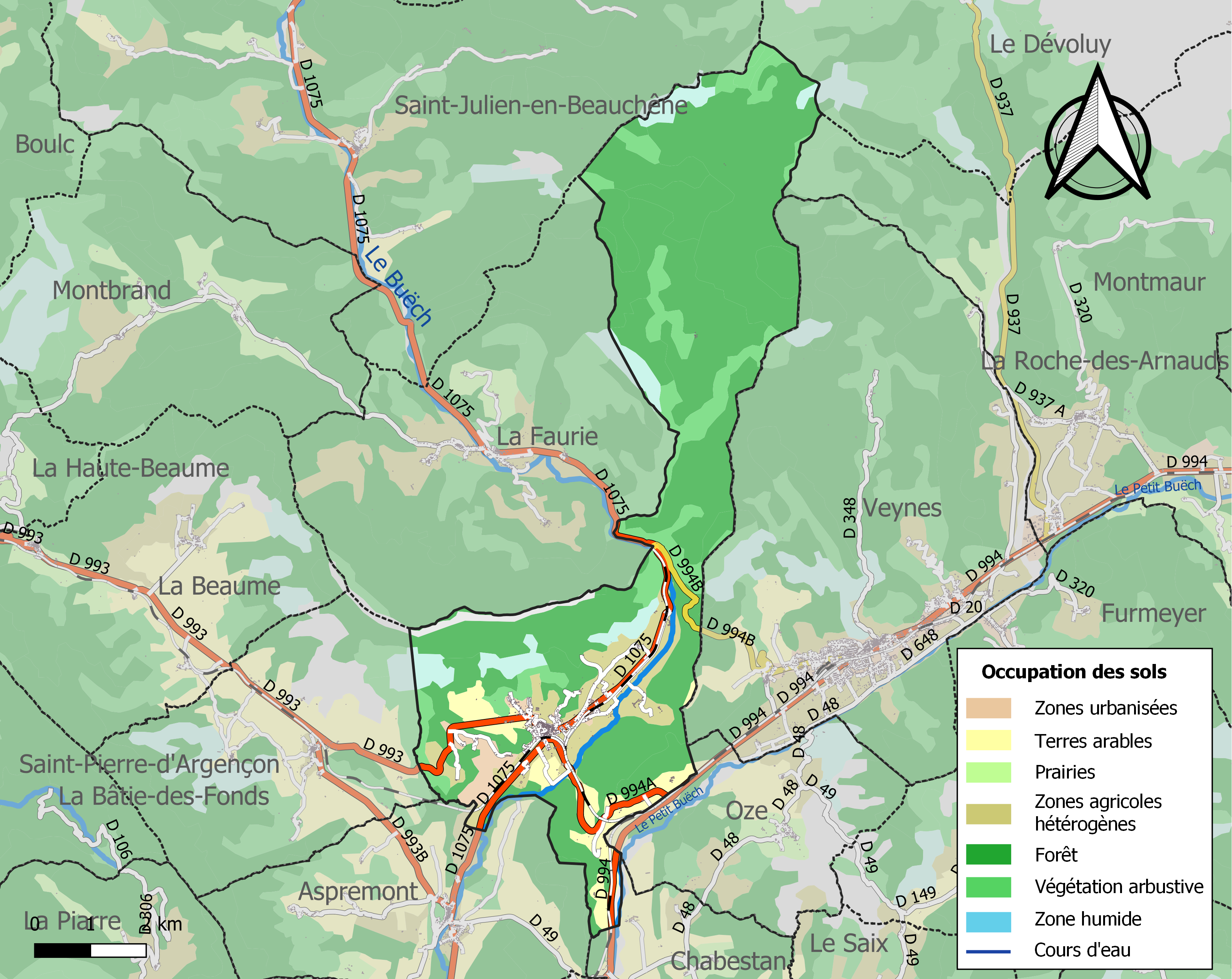
比埃什河畔阿斯普尔土地利用情况地图

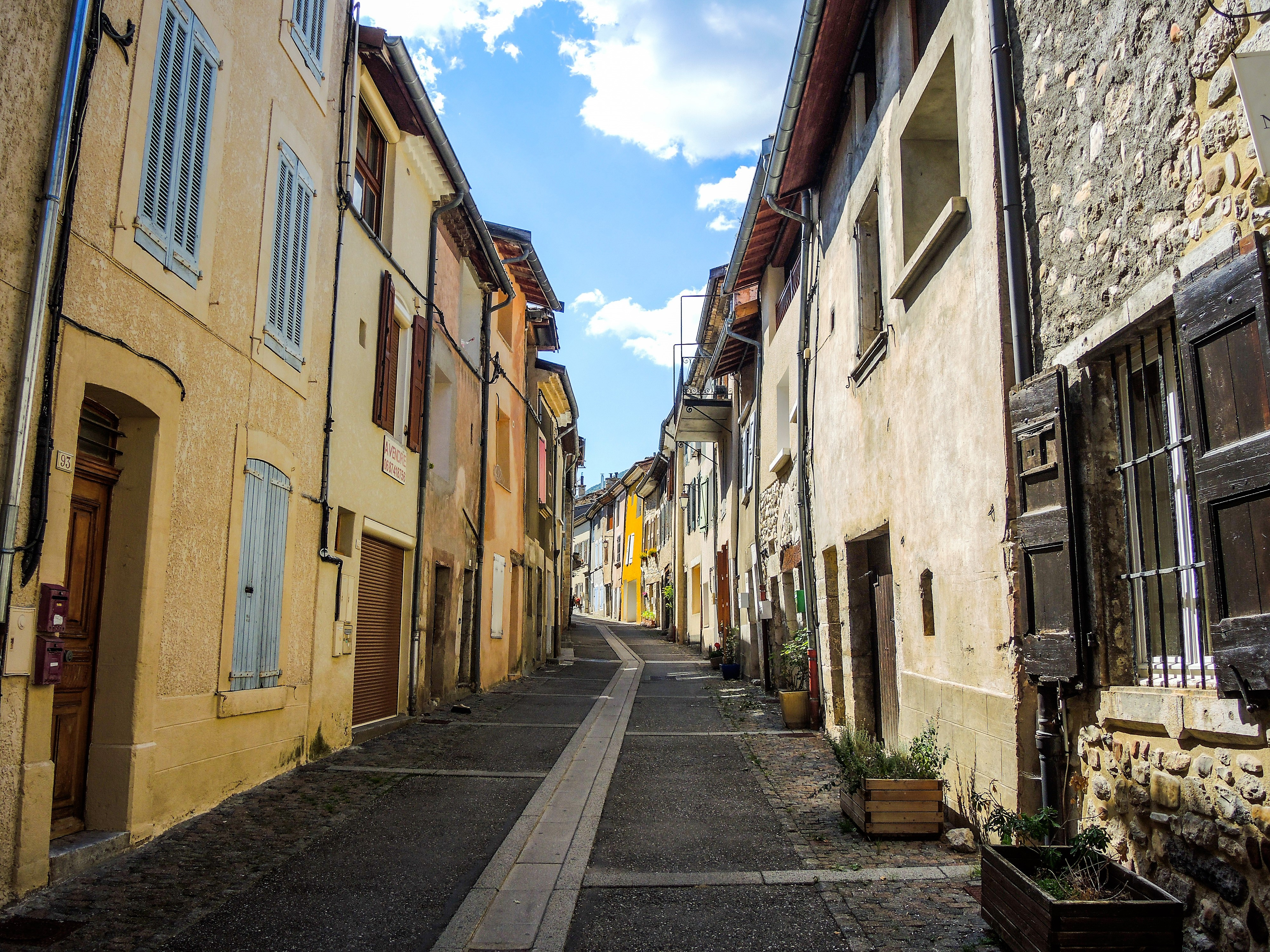
比埃什河畔阿斯普尔镇中心的格朗大街

### 教育
比埃什河畔阿斯普尔属于艾克斯-马赛学区。截止2020年1月1日，比埃什河畔阿斯普尔境内共有1所小学。

### 医疗
截止2020年1月1日，比埃什河畔阿斯普尔境内共有全科医生2名和护士8名。境内共有药房1家。
距离比埃什河畔阿斯普尔最近的区域性医疗机构为“南阿尔卑斯市际中心医院”（Centre Hospitalier intercommunal des Alpes du sud），其加普病区距离比埃什河畔阿斯普尔市区的正常车程约35分钟，该院设有床位460个，是当地规模最大的公立综合性医院。

### 住房
2018年，比埃什河畔阿斯普尔境内共有各类住房627套，其中83.4%为独立式居民区，15.3%为集中式居民区。常住房屋占比埃什河畔阿斯普尔市镇范围内居民建筑总量的63.8%。
在住房保障政策方面，2020年，比埃什河畔阿斯普尔境内共有47户家庭获得了住房经济补助，受益人数占总人口数量的5.8%，其中41份为房租补助。

### 商业
2019年，比埃什河畔阿斯普尔境内共有各类实体商铺25家，其中餐厅5家、杂货店1家、面包房1家、肉铺1家、书店1家、美容美发店2家、汽车维修店2家。镇中心有一家Coccimarket超市。

### 体育
2020年，比埃什河畔阿斯普尔境内共有1家游泳池、2处网球场、1处足球或橄榄球场以及1处篮球或排球场。
截至2021年11月，比埃什河畔阿斯普尔境内暂无注册足球俱乐部。

### 环境
比埃什河畔阿斯普尔的环境事务由其所属的公共社区负责。2019年，比埃什河畔阿斯普尔境内暂无污染企业。

### 治安
2019年，比埃什河畔阿斯普尔市镇范围内有1处宪兵队。
比埃什河畔阿斯普尔所在地是加普宪兵总队的管辖范围。2020年，该辖区内共111个市镇累计发生各类案件1,643起，其中盗窃类案件691起，经济类案件238起，毒品交易类案件233起。

## 文化

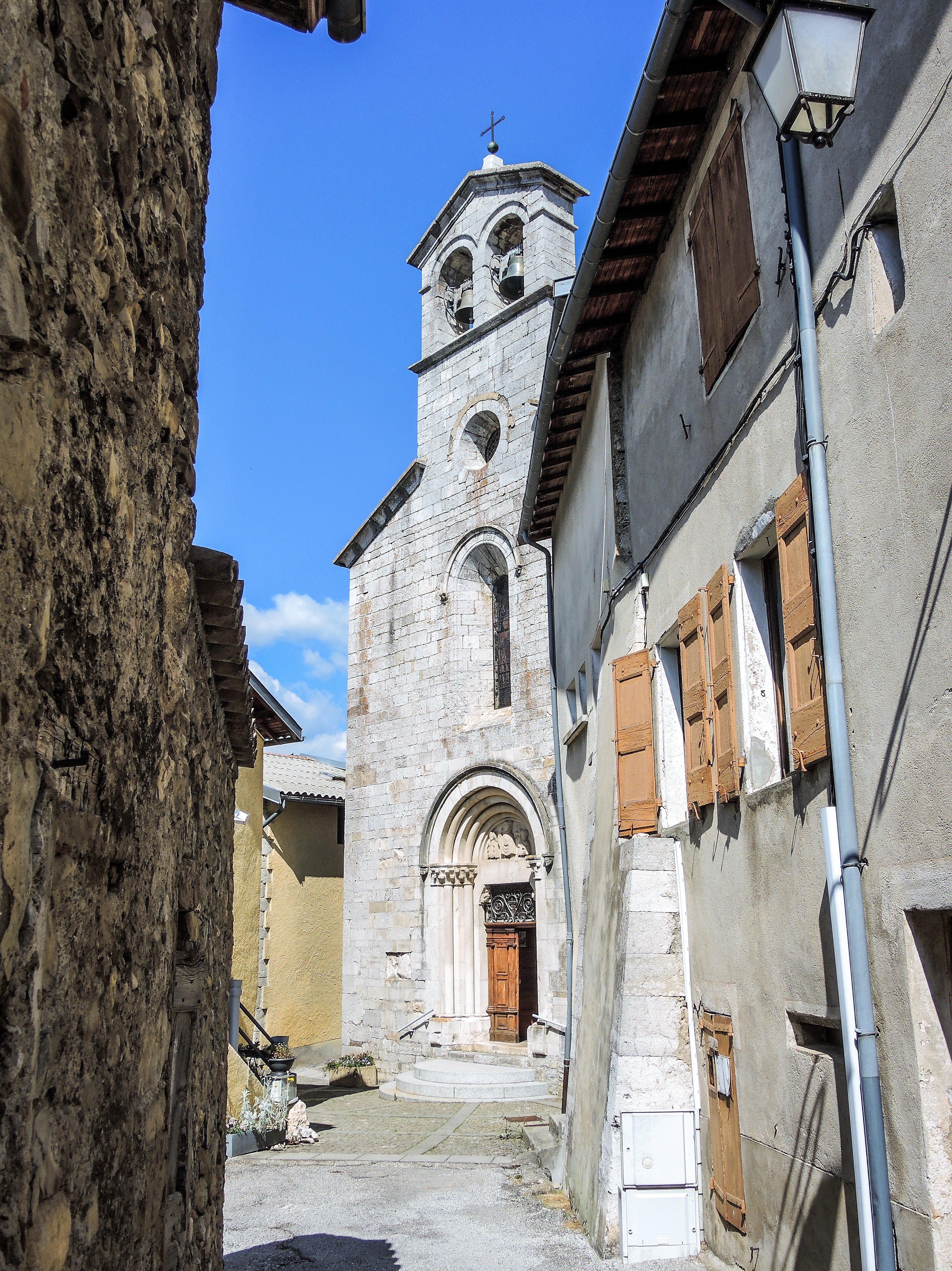
小巷尽头的圣热罗教堂

2020年，比埃什河畔阿斯普尔境内暂无任何文化设施。比埃什河畔阿斯普尔市政府提供多媒体中心，向公众全年开放。

### 建筑
比埃什河畔阿斯普尔境内有多处历史建筑，其中圣热罗教堂（Église Saint-Géraud d'Aspres-sur-Buëch）是当地的地标性建筑物。

### 旅游
比埃什河畔阿斯普尔的旅游事务由其所属的公共社区负责。2021年，比埃什河畔阿斯普尔境内共有1个露营地，可容纳共43辆露营车。

### 媒体
法国主要的媒体均可在比埃什河畔阿斯普尔接收，法国电视三台下属的普罗旺斯-阿尔卑斯-蔚蓝海岸大区频道在部分时段播出比埃什河畔阿斯普尔所属区域的地方新闻。

## 友好城市
截至2021年11月，比埃什河畔阿斯普尔暂未建立任何友好城市关系。